# Vysoká Srbská
Vysoká Srbská é uma comuna checa localizada na região de Hradec Králové, distrito de Náchod‎.